# Akademia Tarnowska
Akademia Tarnowska – publiczna uczelnia zawodowa z siedzibą w Tarnowie. W Rankingu Publicznych Uczelni Zawodowych 2023 miesięcznika „Perspektywy" tarnowska uczelnia zajęła trzecie miejsce.

## Historia
Wyższa Szkoła Zawodowa w Tarnowie (od 20 maja 1999 r. – Państwowa Wyższa Szkoła Zawodowa) została utworzona na podstawie Rozporządzenia Rady Ministrów z dnia 19 maja 1998 roku, jako pierwsza w kraju publiczna uczelnia zawodowa tego typu kształcąca na poziomie licencjackim i inżynierskim. Uczelnia działała na podstawie Ustawy z dnia 26 czerwca 1997 roku o wyższych szkołach zawodowych (Dz.U. z 1997 r. nr 96, poz. 590 z późniejszymi zmianami). W pierwszym roku kształcono studentów w ośmiu specjalnościach na studiach pierwszego stopnia. Od 1 marca 2022 roku uczelnia funkcjonowała pod nazwą Akademia Nauk Stosowanych w Tarnowie. 
1 czerwca 2023 roku uczelnia zmieniła nazwę oraz statut i od tego czasu działa jako Akademia Tarnowska. Siedziba uczelni mieści się na byłym terenie wojskowym.

## Wydziały i kierunki kształcenia

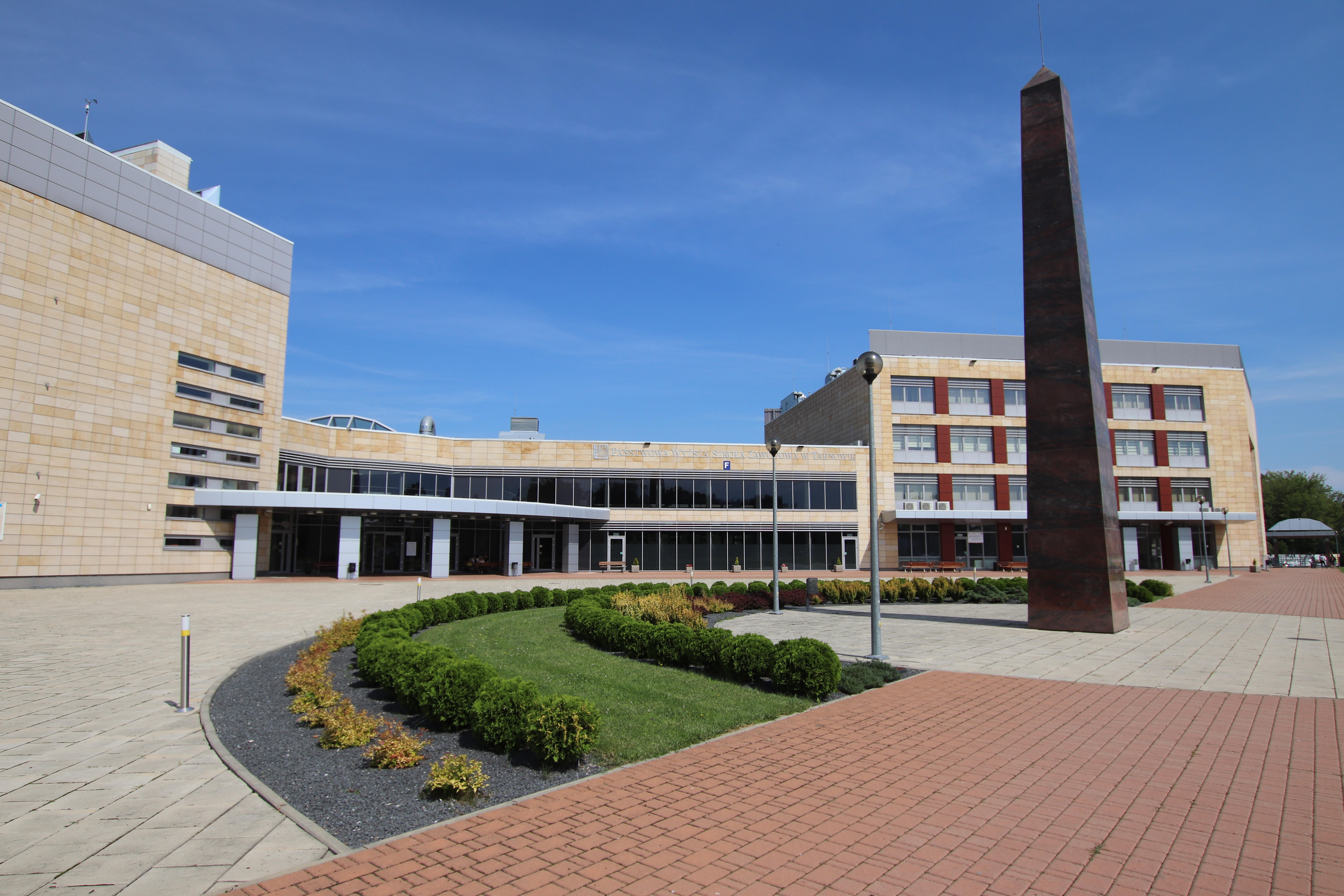
Zabudowania Wydziału Ochrony Zdrowia

Uczelnia posiada kategorię A w ramach dyscypliny naukowej „sztuki plastyczne i konserwacja dzieł sztuki” oraz kategorię B w ramach dyscypliny „automatyka, elektronika i elektrotechnika”. W roku akademickim 2025/2026 uczelnia oferowała studia w trybie stacjonarnym i niestacjonarnym I stopnia (licencjackie, inżynierskie), II stopnia oraz jednolite studia magisterskie na kierunkach:
- Wydział Administracyjno-Ekonomiczny
  - Administracja
  - Ekonomia
  - Finanse i rachunkowość
  - Praca socjalna
  - Prawo

- Wydział Humanistyczny
  - Język francuski dla potrzeb zawodowych
  - Języki obce w komunikacji (e)biznesowej
  - Pedagogika przedszkolna i wczesnoszkolna
  - Pedagogika specjalna
  - Psychologia

- Wydział Matematyczno-Przyrodniczy
  - Chemia w biznesie
  - Ochrona środowiska

- Wydział Lekarski i Nauk o Zdrowiu
  - Fizjoterapia
  - Kierunek lekarski
  - Kosmetologia
  - Pielęgniarstwo
  - Położnictwo
  - Wychowanie fizyczne

- Wydział Politechniczny
  - Automatyka, robotyka i inżynieria elektryczna
  - Elektronika i technologie inteligentne
  - Informatyka
  - Technologia chemiczna
  - Technologia i zarządzanie produkcją

- Wydział Sztuki
  - Design
  - Grafika
  - Grafika projektowa

## Współpraca krajowa
- Akademia Górniczo-Hutnicza w Krakowie
- Uniwersytet Jagielloński w Krakowie
- Akademia Wychowania Fizycznego im. Bronisława Czecha w Krakowie
- Uniwersytet Rolniczy im. Hugona Kołłątaja w Krakowie
- Akademia Sztuk Pięknych im. Jana Matejki w Krakowie

## Współpraca zagraniczna[8]
- Università degli Studi di Trieste, Włochy
- Pädagogische Akademie des Bundes, Wiedeń, Austria
- Université Sorbonne Nouvelle, Paryż, Francja
- Université de Nantes, Nantes, Francja
- Haute École Blaise Pascal du Luxembourg(inne języki), w Bastogne, Belgia
- Haute École namuroise catholique(inne języki), w Malonne, Belgia
- Universitatea Babeș-Bolyai, Kluż-Napoka, Rumunia
- Hochschule Wismar, Niemcy
- Keski-Pohjanmaan Ammattikorkeakoulu – Mellersta Österbottens Yrkeshögskola Politechnika w Kokkola, Finlandia
- Università degli Studi di Napoli, Włochy
- Gaziantep Üniversitesi, Turcja
- Blackburn College, an Association of Lancaster University, Anglia.

## Rektorzy
| Rektor                   | Lata pełnienia funkcji |
| ------------------------ | ---------------------- |
| Adam Juszkiewicz         | 1998–2007              |
| Stanisław Komornicki     | 2007–2015              |
| Jadwiga Laska            | 2015–2020              |
| P.O. Rektora Józef Kania | 2020                   |
| Małgorzata Kołpa         | od 2020                |

| Prorektor ds. współpracy i rozwoju | Lata pełnienia funkcji |
| ---------------------------------- | ---------------------- |
| Stanisław Mitkowski                | 1999-2003              |
| Stanisław Komornicki               | 2003–2007              |
| Wacław Rapak                       | 2007–2015              |
| Małgorzata Kołpa                   | 2015–2020              |
| Rafał Kurczab                      | od 2020                |

| Prorektor ds. studenckich i dydaktyki | Lata pełnienia funkcji |
| ------------------------------------- | ---------------------- |
| Władysław Iwaniec                     | 1998–2007              |
| Józef Węglarz                         | 2007–2015              |
| Małgorzata Martowicz                  | od 2015                |

| Prorektor ds. ogólnych | Lata pełnienia funkcji |
| ---------------------- | ---------------------- |
| Robert Wielgat         | 2016–2020              |